# Чарльз Фефферман
Чарльз Луїс Фефферман (англ. Charles Louis Fefferman; нар. 18 квітня 1949, Сілвер-Спринг, штат Меріленд) — американський математик з Принстонського університету. Його основна область досліджень математичний аналіз.
Вундеркіндом, Фефферман вступив до коледжу в дванадцять років і написав свою першу наукову роботу у віці 15 років німецькою мовою. Після отримання ступеня бакалавра з фізики і математики у віці 17 років в Університеті штату Меріленд він захистив кандидатську дисертацію з математики в 20 років в Принстонському університеті під керівництвом Еліаса Штайна, Фефферман отримав повну професуру в Чиказькому університеті у віці 22 років. Це зробило його наймолодшим професором у США. У 24 роки він повернувся в Принстон, щоб зайняти посаду повного професора там — посаду, яку займає він досі. Він виграв нагороду Алана Т. Уотермана в 1976 році (перший математик, який отримав цю нагороду) і медаль Філдса в 1978 році за свою роботу в математичному аналізі. Він був обраний до Національної академії наук в 1979 році. Він був призначений Герберт Джонс професором в Принстоні в 1984 році.
На додаток до вище перерахованого він нагороджений премією Салема, премією Бохера і премією Бергмана, а також є членом Американської академії мистецтв і наук.
Фефферман зробив низку нововведень, які переглянули вивчення багатовимірного комплексного аналізу, знаходячи узагальнення класичних низькорозмірним результатам. Фефферман працює над диференціальними рівняннями в частинних похідних, аналізом Фур'є, зокрема, збіжністю, множниками, дивергенцією, Сингулярні інтеграли і простори Харді принесли йому медаль Філдса на Міжнародному конгресі математиків в Гельсінкі в 1978 році.
Його ранньою роботою було вивчення асимптотик ядра Бергмана на межі псевдовипуклих областей у {\displaystyle \mathbb {C} ^{n}}. Його теперішні дослідження принесли величезну кількість ключових результатів у різних галузях: математичної фізики, гармонічного аналізу, гідродинаміки, нейронної мережі, геометрії, математичних фінансів і спектрального аналізу та ін.

## Сім'я
У Чарльза Феффермана і його дружини Юлії є дві дочки — Ніна і Лайні. Лайні Фефферман є національно визнаним композитором, викладає математику в Школі Сент-Енн (Нью-Йорк) і має вчений ступінь у музиці Єльського університету. Вона цікавиться близькосхідною музикою. Ніна займається обчислювальною біологією, чиї дослідження фокусується на застосуванні математичних моделей для складних біологічних систем. Брат Чарльза Феффермана, Роберт Фефферман, також є відомим математиком і в наш час[коли?] декан Чиказького університету.